# Osvaldo Leite
Osvaldo Leite (Cruz de San Pedro Rivera (Uruguay), 12 de agosto de 1943) es un pintor y escultor uruguayo  especializado en el retrato al óleo. 

## Biografía
Osvaldo Leite ingresó a los 11 años a la Escuela de Arte Pictórico de Rivera, donde estudió con Osmar Santos y Nemecio Suárez. Una beca de la Intendencia de Rivera le permitió instalarse en Montevideo e iniciar sus estudios de pintura con Edgardo Ribeiro en el Taller Torres García, en Montevideo.En 1964 obtuvo una beca de estudio por dos años de la Comisión Nacional de la Unesco. Llevó a cabo actividades docentes en el Museo Departamental de San José y en Enseñanza Secundaria.
En 1977 viajó a Europa, donde se radicó y comenzó su actividad como retratista.También hizo dos viajes de estudio a Brasil, atraído principalmente por la colección pictórica del Museo de Arte de San Pablo (MASP). En esa ciudad vivió varios meses estudiando las obras allí expuestas. También realizó una serie de trabajos y exposiciones en el Mosul Dam Project (Irak).
Ha pintado retratos de personalidades uruguayas y de otros países; por ejemplo, los presidentes Eduardo Frei, de Chile; Jacques Chirac, de Francia, obra que le valió la condecoración de Caballero de la Orden Nacional del Mérito Francesa; Raúl Alfonsín, de Argentina; los reyes de Bélgica, Felipe y Mathilde, varios presidentes del Banco República de Uruguay y personalidades de la política uruguaya, como Wilson Ferreira Aldunate, Baltasar Brum, Carlos Quijano y Belela Herrera, entre muchos.
Se casó con María del Rosario Peyrallo (1945-2022), con quien tuvo cuatro hijos, todos artistas: Osvaldo R. Leite, guitarrista; Verónica Leite, escritora e ilustradora infantil; Magdalena Leite, bailarina y coreógrafa radicada en México, y Lucía Leite, cantante lírica. Reside en Uruguay, en la casa que fuera del pintor Carmelo de Arzadun, realizada por el arquitecto Juan Scasso en 1930.
Su base de vida y de trabajo es, desde hace muchos años, Bruselas.

## Premios
- 1962 - Premio adquisición XIV Salón Municipal (Uruguay).
- 1962 - Premio Concejo Departamental de Artigas, VI Salón de Otoño (Uruguay).
- 1964 - Primer Premio “Cámara de Representantes”, VIII Salón de Artistas Plásticos del Interior (Uruguay).
- 1967 - Primer Premio Cámara de Representantes (Uruguay).
- 1970 - Premio C.Central. Israelita (Uruguay).
- 1976 - Mención de Honor, Museo de Arte Americano de Maldonado (Uruguay).
- 1979 - Premio B. Siquier, Certamen Internacional (Palma de Mallorca, España).
- 1997 - Caballero de la Orden Nacional al Mérito (Francia).